# Admiral Hipper
L'Admiral Hipper fu un incrociatore pesante della Kriegsmarine tedesca, attivo durante tutta la seconda guerra mondiale, e prima unità dell'omonima classe di incrociatori.
L'armamento principale era costituito da 8 cannoni da 203 mm in quattro torri binate, mentre quello secondario e contraereo da 12 cannoni contraerei da 105 mm in sei torrette corazzate, 12 cannoni contraerei semiautomatici in sei affusti binati e (inizialmente) da 10 mitragliere antiaeree da 20 mm in affusti singoli. Completavano l'armamento della nave 12 tubi lanciasiluri da 533 mm sistemati in quattro affusti trinati ai lati della nave.

## Vita operativa
Impostata nei cantieri Blohm und Voss di Amburgo il 6 luglio 1935, la nave venne varata il 6 febbraio 1937 con il nome Admiral Hipper, in onore dell'ammiraglio Franz von Hipper, comandante degli incrociatori da battaglia tedeschi alla Battaglia dello Jutland. L'incrociatore entrò in servizio il 29 aprile 1939 con al comando il capitano Hellmuth Heye. Tra giugno e agosto del 1939 la nave svolse attività di addestramento nel Mar Baltico, nonché estese prove in mare e attività di valutazione (in quanto prima unità della sua classe). Il 6 novembre tornò in cantiere ad Amburgo per alcune modifiche: la prua venne resa leggermente più arcuata e il fumaiolo venne ridisegnato; il 31 gennaio 1940 venne installato un apparecchio radar di tipo FuMo 22. Il 19 febbraio 1940 la nave prese parte alla sua prima missione operativa, partecipando con le navi da battaglia Gneisenau e Scharnhorst a una scorreria nel Mare del Nord; nessuna nave nemica venne intercettata, ma la Admiral Hipper riscontrò alcuni problemi con le caldaie.

### La campagna di Norvegia
Dopo essere stata sottoposta ad un leggero raddobbo, la nave partecipò all'Operazione Weserübung, l'invasione tedesca di Norvegia e Danimarca, come parte del Marinegruppe 2 incaricato di occupare il porto di Trondheim; per l'occasione, a bordo dell'incrociatore venne imbarcato un reggimento di truppe da montagna. L'8 aprile 1940, mentre la squadra della Hipper (composta, oltre che dall'incrociatore, anche da quattro cacciatorpediniere) si avvicinava all'obbiettivo, si imbatté nel cacciatorpediniere britannico HMS Glowworm, impegnata a stendere mine davanti alla costa norvegese. La piccola nave britannica cercò di fuggire, riuscendo anche a comunicare via radio la posizione delle navi tedesche, ma venne gravemente danneggiata dai pezzi di grosso calibro della Hipper; il comandante inglese, capitano Gerard Broadmead Roope, decise allora di invertire la rotta, dirigendosi direttamente contro la Hipper e speronandola a dritta di prua, provocando uno squarcio di 40 m nella corazzatura dello scafo e portando via i tubi lanciasiluri di dritta. La Glowworm affondò poco dopo trascinando con sé il suo comandante e gran parte dell'equipaggio; per la sua azione, il capitano Gerard Broadmead Roope venne decorato con una Victoria Cross alla memoria.
Nonostante i danni, la Hipper fu in grado di continuare la missione; dopo aver atteso nel mare in tempesta, nelle prime ore del 9 aprile l'incrociatore entrò nel fiordo di Trondheim. Le batterie costiere norvegesi scambiarono la Hipper per una nave britannica, e aprirono il fuoco troppo tardi; dopo aver risposto al fuoco con i suoi grossi calibri, la Hipper gettò l'ancora nel porto, sbarcando le truppe da montagna che si impossessarono della città senza combattere. Poco dopo, la Hipper guidò in porto con i suoi segnali luminosi il resto del Marinegruppe 2.
La nave rientrò in patria l'11 aprile, sfuggendo alla caccia delle navi britanniche e ad un attacco aereo. Il 4 giugno la nave riprese il mare insieme alla Gneisenau e alla Scharnhorst, con il compito di attaccare le navi britanniche che operavano al largo della costa norvegese (operazione Juno); la Hipper contribuì all'affondamento del pattugliatore Juniper, della petroliera Oil Pioneer e del cargo Orama, ma la scarsa autonomia costrinse l'incrociatore ad interrompere anticipatamente la missione e a rientrare in porto.
Tra il luglio e il settembre del 1940 la nave tornò più volte in mare, ma riscontrò sempre più problemi all'apparato motore che la costrinsero a prolungate soste in cantiere. Il 28 settembre, mentre tentava di entrare in Atlantico, un condotto dell'impianto di lubrificazione cedette e si sviluppò un principio di incendio, obbligando l'incrociatore a rientrare fortunosamente ad Amburgo.

### Operazioni in Atlantico
Con al comando il capitano Wilhelm Meisel, la Hipper tornò in mare nel dicembre del 1940, con il compito di penetrare in Atlantico per intercettare i convogli diretti in Gran Bretagna; tra il 6 e il 7 dicembre l'incrociatore riuscì ad attraversare lo Stretto di Danimarca, anche se le forti tempeste ebbero ripercussioni sull'apparato motore. Nella prima mattinata del giorno di Natale, la Hipper avvistò il convoglio britannico WS-5A, 700 miglia ad ovest di Capo Finisterre, scortato dagli incrociatori HMS Berwick, HMS Bonaventure e HMS Dunedin; la Hipper riuscì ad avvicinarsi senza essere avvistata alla Berwick, che navigava in testa al convoglio, riuscendo a piazzare in breve tempo quattro colpi di grosso calibro sull'incrociatore, danneggiandolo gravemente. La Hipper diresse quindi il tiro sui mercantili, affondandone due e danneggiandone altrettanti; l'intervento degli altri incrociatori britannici unito alla scarsità di carburante e ai problemi all'apparato motore, costrinsero Meisel a rompere il contatto e a rifugiarsi nel porto di Brest.
Terminate le riparazioni, il 1º febbraio 1941 l'incrociatore riprese il mare; cercò di attaccare il convoglio HX-53, ma riuscì solo ad affondare un piccolo piroscafo al largo delle Azzorre. La mattina del 12 febbraio, la Hipper avvistò il convoglio SLS-64, composto da 19 mercantili privi di scorta diretti a Freetown; sparando quasi tutte le munizioni da 203 mm, la Hipper riuscì ad affondare sette mercantili (per complessive 32.806 tonnellate di stazza) e a danneggiarne altri tre. Con le macchine di nuovo in avaria, la Hipper rientrò a Brest, da dove poi salpò per rientrare in Germania.

### Operazioni nell'Artico
Dopo un nuovo ciclo di lavori, la Hipper venne inviata in Norvegia per prendere parte agli attacchi contro i convogli che rifornivano l'Unione Sovietica attraverso il Mar Glaciale Artico. Il 2 luglio 1942, insieme alla nave da battaglia Tirpitz, cercò di attaccare il convoglio PQ-17 (Operazione Rösselsprung), ma le avverse condizioni del mare impedirono l'intercettazione. Tra il 24 e il 28 settembre, la Hipper, insieme a quattro cacciatorpediniere, minò le acque a nord-ovest dell'isola di Novaja Zemlja (Operazione Zarin), primo impiego di un incrociatore pesante in questo ruolo.
Il 30 dicembre la Hipper, ora al comando del capitano Hans Hartmann, tornò in mare insieme all'incrociatore pesante Lützow e sei cacciatorpediniere per attaccare il convoglio JW-51B, avvistato il 31; l'azione che ne seguì divenne nota con il nome di battaglia del mare di Barents. Nel corso di un'azione piuttosto confusa a causa del mare flagellato da una tempesta di neve, la Hipper riuscì ad affondare il cacciatorpediniere britannico HMS Achates e il dragamine HMS Bramble, e a danneggiare il cacciatorpediniere HMS Onslow, ma l'intervento degli incrociatori leggeri HMS Sheffield e HMS Jamaica, che riuscirono a piazzare tre colpi sull'incrociatore tedesco danneggiando il locale caldaie e causando un principio d'incendio, costrinsero Hartmann a rompere il contatto e a fuggire. L'azione, durante la quale era andato perso anche il cacciatorpediniere tedesco Z16 Friedrich Eckoldt, si dimostrò così deludente per la marina tedesca da spingere Adolf Hitler a ordinare di porre in disarmo la maggior parte delle navi di superficie.

### Operazioni nel Baltico

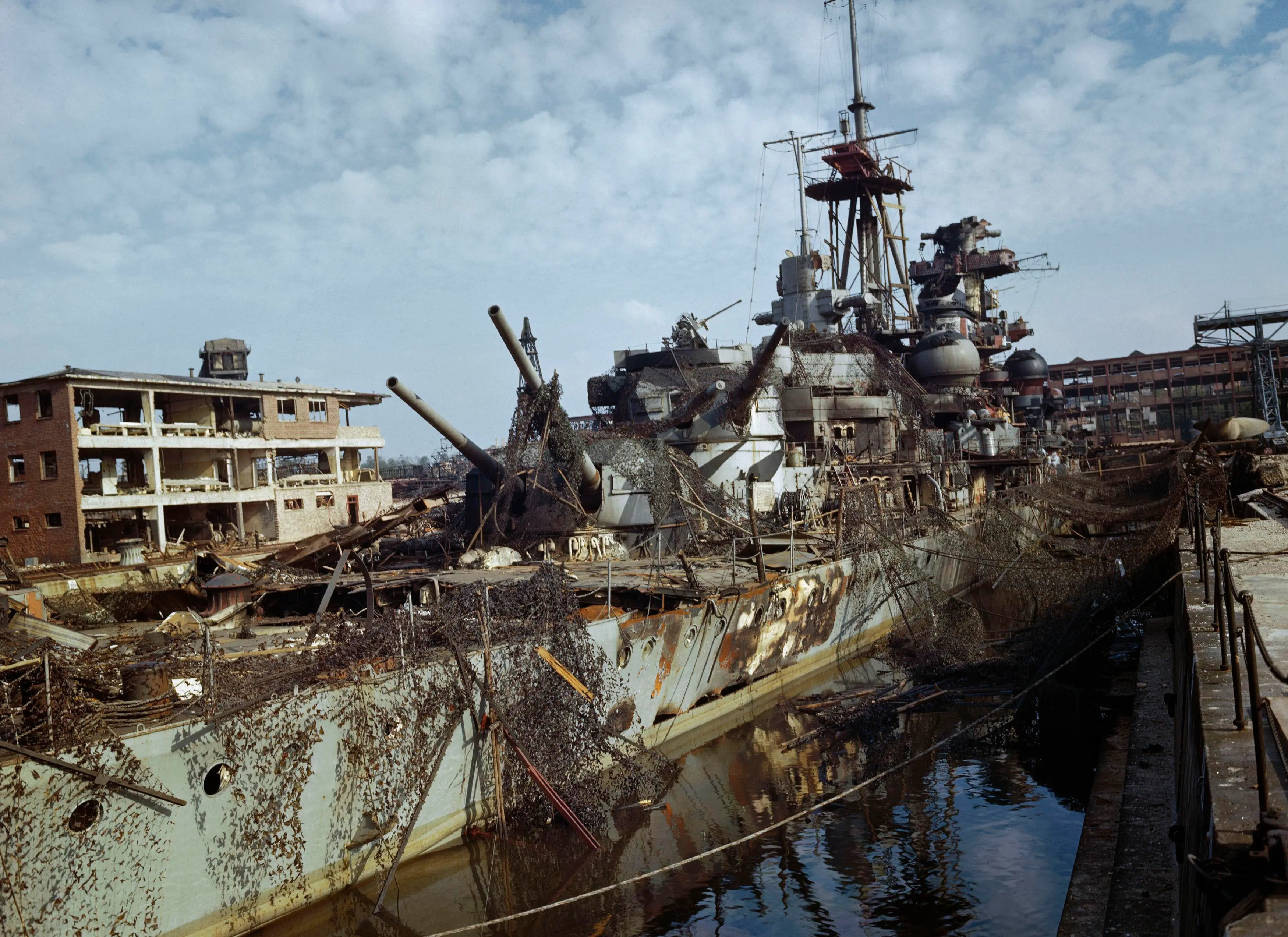
LAdmiral Hipper nel 1945 nel porto di Kiel

Dopo aver portato a termine qualche altra piccola missione di pattugliamento nelle acque norvegesi, la Hipper rientrò in patria l'8 febbraio 1943, ma Hitler si oppose alla riparazioni di cui la nave aveva bisogno, e l'incrociatore venne posto in disarmo nel porto di Wilhelmshaven il 1º marzo. Il 17 aprile la nave venne rimorchiata a Pillau per porla al riparo dai bombardamenti aerei britannici; il 1º marzo 1944 la Hipper venne rimessa nominalmente in servizio con al comando il capitano Hans Henigst, con l'intenzione di impiegarla come nave-scuola; in realtà, la nave trascorse gran parte del tempo a Gdynia, dove i lavori di riparazione procedettero a rilento.
Il 19 gennaio 1945 la nave venne rimessa in mare anche se non completamente pronta; dotata di un armamento antiaereo rinforzato (vennero aggiunti sei cannoni da 40 mm), la Hipper venne destinata alla protezione dei convogli che portavano verso ovest truppe e profughi in fuga davanti all'avanzata sovietica in Prussia Orientale. La sua ultima missione avvenne il 30 gennaio, quando lasciò Gdynia con a bordo 1.529 profughi diretti ad ovest.
Il 2 febbraio 1945 approdò al porto di Kiel per completare i lavori di riparazione, ma tra il 3 e il 9 aprile venne gravemente danneggiata da bombardamenti aerei della RAF. Il 3 maggio 1945, con il porto ormai prossimo ad essere conquistato dai reparti britannici, la Admiral Hipper venne autoaffondata nel bacino di carenaggio dove si trovava; lo scafo, rimasto parzialmente galleggiante, venne demolito tra il 1948 e il 1949.